# Eenheid (Herentals)
Eenheid (EH) was een Belgische lokale politieke partij te Herentals.

## Geschiedenis
De partij werd opgericht in het najaar van 1976 als BSP-scheurlijst onder de naam Progressieve Beweging Herentals (PBH). Bezielers van de PBH waren onder meer Johan De Belder, Fons Verwimp en arts Jef De Boeck. Bij de gemeenteraadsverkiezingen van 1976 overtuigde PBH 8,22% van de kiezers, goed voor twee zetels in de Herentalse gemeenteraad. Bij de stembusgang van 1982 behaalden ze 13,59% van de uitgebrachte stemmen, waardoor ze drie raadsleden mochten afvaardigen. Verkozenen waren De Belder, Verwimp en De Boeck.
In de aanloop naar de gemeenteraadsverkiezingen van 1988 werd de PBH omgevormd tot Eenheid. Die stembusgang werd ze de op één na grootste partij van Herentals en overtuigde daarbij 27,43% van de kiezers, goed voor acht zetels. Vervolgens vormde Eenheid een coalitie met CVP en werden John De Belder en Roger Van Gelder voor de partij aangesteld tot schepen. De Belder werd in deze hoedanigheid in februari 1992 opgevolgd door partijgenoot Fons Verwimp. Andere zwaargewichten binnen de partij in deze periode waren Dokus Heylen en Felix Rombouts. Bij de stembusgang van 1994 trok de partij in kartel met VLD (en Volksunie) naar de kiezer. De kieslijst VLD-EH kreeg die verkiezingen 17,79% van de uitgebrachte stemmen, wat resulteerde in 5 verkozenen. Opnieuw werd er toegetreden tot de bestuursmeerderheid, die voorts bestond uit de CVP. Fons Verwimp werd namens de partij opnieuw aangesteld als schepen met als bevoegdheden verkeer en sport.
Bij de gemeenteraadsverkiezingen van 2000 werd er opnieuw alleen naar de kiezer getrokken. Deze verkiezingen werden voor Eenheid evenwel geen succes. De partij overtuigde slechts 4,71% van de kiezers en had bijgevolg geen vertegenwoordiger meer in de Herentalse gemeenteraad.